# Simulium goinyi
Simulium goinyi är en tvåvingeart som beskrevs av Lewis och Hanney 1965. Simulium goinyi ingår i släktet Simulium och familjen knott. Inga underarter finns listade i Catalogue of Life.